# Rose of the Golden West

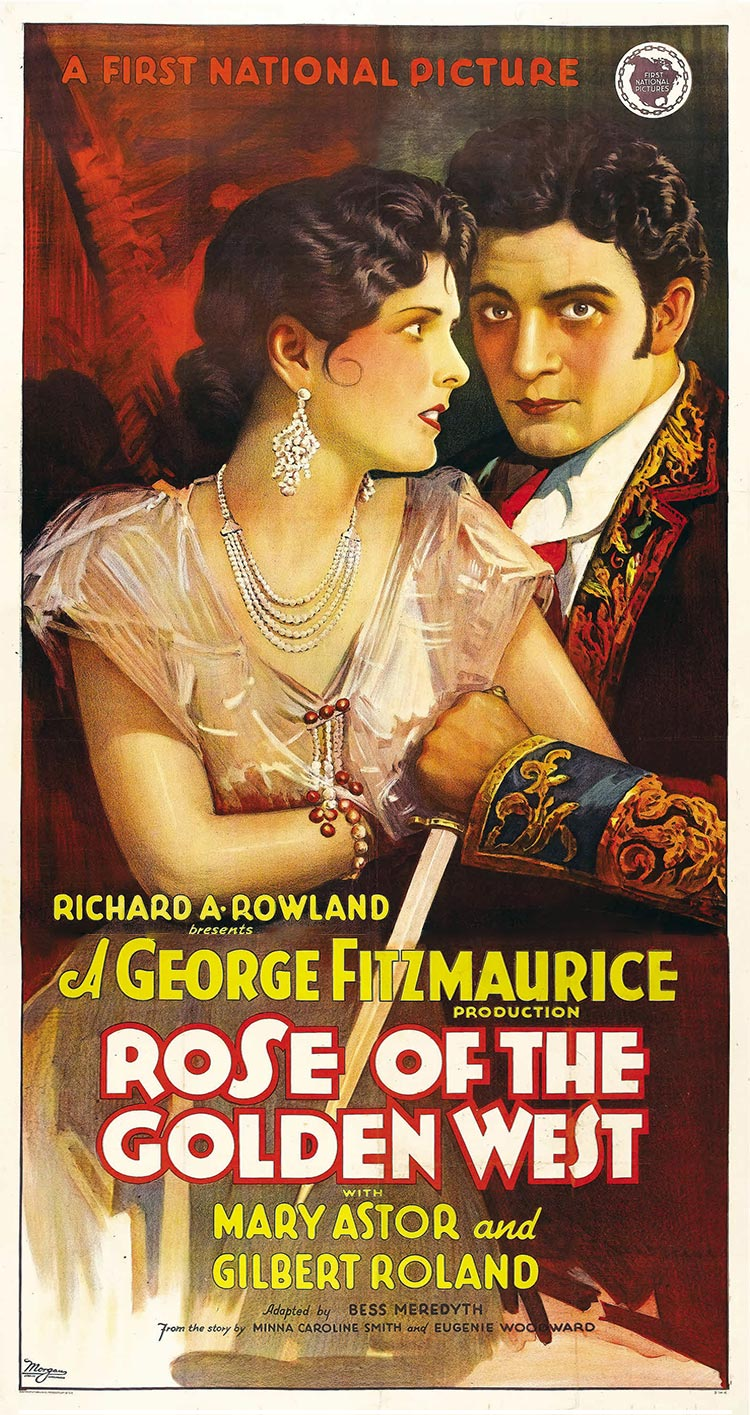
Affiche du film

Rose of the Golden West est un film américain réalisé par George Fitzmaurice et sorti en 1927.

## Synopsis
Des patriotes californiens s'organisent pour lutter contre un général, dictateur local, dont la fille Elena se trouve dans un couvent.

## Fiche technique
- Titre alternatif : The Rose of Monterey[1]
- Réalisation : George Fitzmaurice
- Scénario : Bess Meredyth, Philip Bartolomae d'après l'histoire Rose of the Golden West de Minna Caroline Smith
- Producteur : Richard A. Rowland
- Costumes : Max Rée
- Photographie : Lee Garmes
- Distributeur : First National Pictures
- Durée : 7 bobines[2],[3]
- Date de sortie : 2 octobre 1927

## Distribution
- Mary Astor : Elena Vallero
- Gilbert Roland : Juan
- Gustav von Seyffertitz : Gomez
- Montagu Love : General Vallero
- Flora Finch : Senora Comba
- Harvey Clark : Thomas Larkin
- Roel Muriel : la mère supérieure
- André Cheron : le prince russe
- Romaine Fielding : Secretaire
- Thur Fairfax : Orderly
- William Conklin : Commander Sloat
- Christina Montt : Senorita Gonzalez
- Cullen Tate

## Production
Certaines scènes du film ont été tournées dans la réserve d'État de Point Lobos, Comté de Monterey en Californie.